# Siam Yapp
Siam Yapp (thailändisch สยาม แยปป์, * 27. Mai 2004 in Phuket) ist ein thailändisch-englischer Fußballspieler.

## Karriere
Siam Yapp erlernte das Fußballspielen in den Jugendmannschaften der Cruzeiro Football Academy der British International School Phuket sowie des thailändischen Erstligisten Bangkok United. Am 1. Januar 2022 wechselte er zum Police Tero FC. Der Verein aus der Hauptstadt Bangkok spielt in der ersten thailändischen Liga. Sein Erstligadebüt gab Siam Yapp am 9. April 2022 (26. Spieltag) im Heimspiel gegen Bangkok United. Hier wurde er in der 67. Minute für Chanukan Karin eingewechselt. Bangkok United gewann das Spiel 4:1. Im Januar 2023 wechselte er auf Leihbasis zum Drittligisten Bangkok FC. Der ebenfalls in der Hauptstadt beheimatete Verein spielte in der Bangkok Metropolitan Region. Für den Klub bestritt er sieben Drittligaspiele. Nach Ende der Ausleihe kehrte er im Mai zu Police Tero zurück. Nach insgesamt zwölf Ligaspielen für Police Tero wechselte er nach der Hinrunde 2023/24 im Januar 2024 zum Meister Buriram United. Am Ende der Saison feierte er mit Buriram die thailändische Meisterschaft. Im Sommer 2024 wechselte er auf Leihbasis zum Erstligaaufsteiger Nakhon Ratchasima FC. Nach einer Spielzeit, in der er zwölf Ligaspiele bestritt, kehrte er im Sommer 2025 nach Buriram zurück. Hier wurde sein Vertrag jedoch nicht verlängert. Im Juli 2025 nahm ihn der Erstligist Uthai Thani FC aus Uthai Thani unter Vertrag.

## Erfolge
Buriram United
- Thailändischer Meister: 2023/24